# Quevedos
Quevedos là một đô thị thuộc bang Rio Grande do Sul, Brasil. Đô thị này có diện tích 543,36 km², dân số năm 2007 là 2732 người, mật độ 5,03 người/km².